# Ambròxid
L'ambroxid, àmpliament conegut amb la marca Ambroxan, és un terpenoide natural i un dels components clau responsables de l'olor de l'ambre gris. És un producte d'autooxidació de l'ambreïna. L'ambròxid s'utilitza en perfumeria per crear notes d'ambre gris i com a fixador. S'utilitzen petites quantitats (< 0,01 ppm) com a aromatitzant en els aliments.